# Полосатый уж-рыболов
Полосатый уж-рыболов (лат. Xenochrophis vittatus) — змея семейства ужеобразных.

## Описание
Общая длина достигает 70 см, иногда встречаются и более крупные особи. Достаточно изящная змея с небольшой, слегка расширенной по сравнению с туловищем головой. Окраска спины желтовато-коричневая с несколькими узкими чёрными продольными полосами, которые тянутся от основания головы до кончика хвоста. Боковые полоски шире тех, что располагаются ближе к позвоночнику. Голова тёмная, почти чёрная с небольшими светлыми точечками. Подбородок, губы, шея и брюхо покрыты тёмными и светлыми щитками, которые расположены поочерёдно.

## Распространение
Живёт в Индонезии (на островах Бангка, Ява, Суматра, Сулавеси и др.), встречается и в Сингапуре.

## Образ жизни
Любит влажные места, агроценозы: рисовые поля, пруды, заполненные водой канавы, иногда встречается даже на приусадебных участках. Обычно держится на земле, но изредка может залезать на невысокие кусты. Активен днём. Это наиболее спокойный и миролюбивый представитель своего рода. Он относится к категории слабоядовитых видов, не представляет опасности для человека. Питается земноводными, рыбой и мелкими ящерицами.
Это яйцекладущая змея. Самка откладывает 9—12 яиц.